# Hướng Việt
Hướng Việt là một xã thuộc huyện Hướng Hóa, tỉnh Quảng Trị, Việt Nam.
Xã Hướng Việt có diện tích 65,2 km², dân số năm 2004 là 1208 người, mật độ dân số đạt 19 người/km².

## Hành chính
Xã Hướng Việt được chia thành 4 thôn: Ka Tiêng, Tà Rùng, Trăng-Tà Puồng, Xà Dưng.